# Marija Alexandrowna Sotowa (Skispringerin)
Marija Alexandrowna Sotowa (russisch Мария Александровна Зотова; * 7. Januar 1984 in Russische SFSR, Sowjetunion) ist eine ehemalige russische Skispringerin.

## Werdegang
Sotowa gab ihr internationales Debüt am 23. Januar 2008 im Rahmen des Skisprung-Continental-Cups. Beim Springen in Toblach verpasste sie die Punkteränge als 37. nur knapp. Auch im Februar in Breitenberg blieb sie ohne Erfolg. Erst im September 2008 beim Sommerspringen in Lillehammer gelang Sotowa mit Rang 30 ihr erster Punktegewinn.
Es dauerte ein ganzes Jahr bis September 2009, bis sie auf gleicher Schanze diesen Erfolg wiederholen konnte. Im zweiten Springen konnte sie mit Rang 28 ihre Leistung sogar noch steigern. Im Winter verpasste sie wie bereits im Jahr zuvor den Sprung in die Weltspitze. In der Saison 2010/11 gelang ihr bei den Mattenspringen in Bischofsgrün und Falun der Sprung in die Punkteränge. Im Winter gelang ihr dies auch erstmals in Ramsau am Dachstein. Trotz der insgesamt gewonnenen sechs Punkte und damit Rang 82 der Gesamtwertung, konnte sie in der Folgenden Saison nur einen Startplatz im B-Kader erhalten. Zuvor hatte sie den 38. Platz bei der Nordischen Skiweltmeisterschaft 2011 in Oslo von der Normalschanze erreichen. Es war ihr letzter internationaler Start.

## Statistik

### Continental-Cup-Platzierungen
| Saison  | Platz | Punkte |
| ------- | ----- | ------ |
| 2010/11 | 82.   | 6      |